# 大山信郎
大山 信郎（おおやま のぶろう、1911年11月1日 - 2009年2月13日）は、日本の医学者、医学博士。東京教育大学学長を務めた。

## 経歴
愛知県出身。1937年に東京帝国大学医学部医学科を卒業。
東京帝国大学副手、山梨県立医学専門学校眼科部長、国立盲教育学校教授などを経て、1951年に東京教育大学教授に就任し、1974年3月から1978年3月までに学長を務めた。1972年4月に教育学部長を経て、1978年3月には名誉教授に就任。
1983年4月に勲二等瑞宝章を受章。
2009年11月26日に死去。97歳没。